# قبأ
القبأ أو تِفّ أو الكلئية المرجية (باللاتينية: Poa) أو (بالإنجليزية: The blue  grasses)‏ جنس نباتي يتبع الفصيلة النجيلية. يضم هذا الجنس حاليًا حوالي 500 نوع يعد معظمها أعشابًا تنمو مع المحاصيل النجيلية مثل الحنطة والشعير. تستخدم بعض أنواعه محاصيلًا علفية بينما تستخدم أخرى نباتات مروج في المسطحات الخضراء.

## من أنواعهالواطنةفيالوطن العربي
- القبأ البصيلي (باللاتينية: Poa bulbosa) ويتبعه نويع القبأ البصيلي نويع البصيلي (باللاتينية: Poa bulbosa L. subsp. bulbosa) في بلاد الشام
- قبأ تشيه (باللاتينية: Poa chaixii) في بلاد الشام
- القبأ التيموليوني (باللاتينية: Poa timoleontis) في بلاد الشام
- القبأ الجدولي (باللاتينية: Poa rivulorum) في المغرب العربي
- القبأ الحولي (باللاتينية: Poa annua) في بلاد الشام
- القبأ الخشن (باللاتينية: Poa trivialis) في بلاد الشام

- القبأ الخشن نويع الحرجي (باللاتينية: Poa trivialis subsp. sylvicola) في بلاد الشام
- القبأ الخشن نويع الخشن (باللاتينية: Poa trivialis L. subsp. trivialis) في بلاد الشام

- القبأ السينائي (باللاتينية: Poa sinaica)
- القبأ الضعيف (باللاتينية: Poa infirma) في بلاد الشام ومصر والمغرب العربي وبعض مناطق حوض المتوسط والقوقاز
- قبأ الغابات (باللاتينية: Poa nemoralis) في بلاد الشام
- القبأ متباين الأوراق (باللاتينية: Poa diversifolia) في بلاد الشام
- قبأ المروج (باللاتينية: Poa pratensis) في بلاد الشام
- القبأ المضغوط (باللاتينية: Poa compressa) في بلاد الشام
- القبأ المغربي (باللاتينية: Poa maroccana) في المغرب العربي وإسبانيا وتركيا واليونان
- قبأ هاكل (باللاتينية: Poa hackelii) في بلاد الشام

## من أنواعه حسب الاستخدام

### للاستخدامات العلفية
- قبأ المروج الحولي (باللاتينية: Poa annua)
- قبأ المروج (باللاتينية: Poa pratensis).

### للاستخدام كنباتات مروج
يتضمن جنس القبأ سبعة أنواع تستخدم كمسطحات خضراء وهي:
1. القبأ البصيلي (باللاتينية: Poa bulbosa) أو (بالإنجليزية: Bulbous bluegrass)‏.
2. القبأ الحولي (باللاتينية: Poa annua L) أو (بالإنجليزية: Annual bluegrass)‏.
3. القبأ الخشن (باللاتينية: Poa trivialis L) أو (بالإنجليزية: Rough bluegrass)‏.
4. قبأ الغابات (باللاتينية: Poa nemoralis L.) أو (بالإنجليزية: Wood bluegrass)‏.
5. قبأ المرتفعات (باللاتينية: Poa glaucantha Gaudin) أو (بالإنجليزية: Upland bluegrass)‏.
6. قبأ المروج (باللاتينية: Poa  pratensis) أو (بالإنجليزية: Kentucky  blue grass)‏.
7. القبأ المضغوط (باللاتينية: Poa compressa L) أو (بالإنجليزية: Canada bluegrass)‏.

## جنسقبأ الصحراء(باللاتينية:Eremopoa)
فصل جنس قبأ الصحراء (باللاتينية: Eremopoa) عن القبأ، وأتبعت له عدة أنواع موطن معظمها بلاد الشام وتركيا والقوقاز، وهذه الأنواع هي:
- قبأ الصحراء الأتالي (باللاتينية: Eremopoa attalica)
- قبأ الصحراء الألطي (باللاتينية: Eremopoa altaica) (نسبة إلى جبال الألط في آسيا الوسطى) في بلاد الشام ومصر وتركيا والقوقاز
- قبأ الصحراء الشعري (باللاتينية: Eremopoa capillaris) في تركيا
- قبأ الصحراء الفارسي (باللاتينية: Eremopoa persica) في بلاد الشام
- قبأ الصحراء المارديني (باللاتينية: Eremopoa mardinensis) في الأقاليم السورية الشمالية وتركيا